# Ricardo Alejandro Luna
Ricardo Alejandro Luna (* 20. April 1970 in Buenos Aires) ist ein argentinischer Dirigent, Komponist, Chorleiter, Arrangeur und Sänger mit der Stimmlage Bariton. Er lebt seit 2000 in Wien.

## Leben und Wirken
Luna studierte Dirigieren bei Guillermo Scarabino und Guillermo Opitz sowie Komposition bei Roberto Caamaño, Marta Lambertini, Gerardo Gandini und Julio Viera an der Katholischen Universität von Argentinien mit Studienabschluss. In Argentinien sammelte er erste Erfahrungen als Chorsänger und Gesangssolist. Dirigier-Meisterkurse nahm er bei Kurt Masur am Teatro Colón, Michael Luig sowie Ervin Acél. Außerdem absolvierte er ein postgraduales Studium für Dirigieren und Komposition an der Universität für Musik und darstellende Kunst Wien bei Uroš Lajovic und Erich Urbanner. Noch während seines Studiums in Argentinien gründete Luna 1996 den Chor „Coro de Cámara de Puerto Madero“. In der Iglesia Nuestra Señora de las Mercedes hatte er sein erstes Engagement als Kapellmeister inne.
Luna gab 2000 sein Europadebüt als Dirigent in Wien mit Bruckners 1. Symphonie und in Szombathely (Ungarn) mit Bartóks „Konzert für Orchester“ zusammen mit dem Philharmonischen Orchester Oradea und dem Savaria Symphony Orchestra. Anlässlich des 200. Jahrestages der Erstaufführung der 3. Sinfonie Beethovens dirigierte er 2004 im Rahmen des „Projekts Eroica“ am Teatro Colón und 2005 in Wien den Wiener Concert-Verein.
Im Jahr 2006 wurde Luna zum künstlerischen Leiter des Wiener Madrigalchores ernannt. 2007 leitete er die österreichische Erstaufführung des Bandoneon-Konzerts von Astor Piazzolla im Mozartsaal des Wiener Konzerthauses. 2008 dirigierte er die österreichische Erstaufführung der Neuausgabe des Musikwissenschaftlichen Verlags (2005) von Bruckners Messe Nr. 3 (Fassung 1883) und das Te Deum im Goldenen Saal des Wiener Musikvereins mit dem Wiener Madrigalchor dem Symphonieorchester der Volksoper Wien.
Mit seinem Vokalensemble Armonia Vocale übernimmt er seit 2009 regelmäßig die musikalische Gestaltung von Hochämtern in der Wiener Peterskirche. Er leitete musikalisch außerdem vom ZDF und ORF übertragene evangelische Fernsehgottesdienste. 2011 übernahm er die Leitung und den Wiederaufbau der Kirchenmusik in der Karlskirche Wien und wurde zum Kapellmeister und Kantor ernannt.
2014 gründete er den Chor der Karlskirche, welcher im Februar 2018 im Rahmen seiner ersten Tournee gemeinsam mit der Schola der Sixtinischen Kapelle im Petersdom bei der musikalischen Gestaltung der Heiligen Messe mit Papst Franziskus mitwirkte, die weltweit im Fernsehen übertragen wurde. Gemeinsam mit dem Chor der Diözese von Terni-Narni-Amelia gestaltete Luna auch den von der Rai 1 übertragenen Fernsehgottesdienst in der Kathedrale von Terni.
Luna brachte u. a. Werke von Wolfgang Amadeus Mozart, Anton Bruckner, Gabriel Fauré, Maurice Duruflé, Ludwig van Beethoven, Felix Mendelssohn Bartholdy, Heinrich Schütz, Antonio Vivaldi und Johann Sebastian Bach zur Aufführung.
Er leitete Konzerte unter anderem im Teatro Colón in Buenos Aires, dem Wiener Musikverein und dem Wiener Konzerthaus, dem Wiener Stephansdom, der Stiftskirche Kremsmünster, im Petersdom, der Kathedrale von Narni und der Kapelle der Wiener Hofburg. Er leitete 2012 als Dozent die Chorakademie und den Meisterkurs für Kammermusik der „Narnia Arts Academy“ in Umbrien und war ab 2014 beim jährlichen Festival „Eventi Valentiniani“ in Terni Gastdirigent.
Luna arbeitete unter anderem mit dem Wiener Concert-Verein, dem Symphonieorchester der Volksoper Wien, dem Concilium Musicum Wien, dem Savaria Symphony Orchestra, dem Orchestra da camera di Perugia, dem Orquesta Sinfonica Municipal de San Martin und der Symphonia Buenos Aires zusammen.
Am 2. Juli 2022 dirigierte Luna das Bolton Symphony Orchestra bei der Uraufführung der 20 Skizzen für den 1. Satz einer Symphonie in d-Moll, WAB add 244 (1863) und des nachgelassenen ersten Trio in A-Dur (1869) der „nullten“ Sinfonie in d-Moll. Diese wurden ebenfalls von ihm transkribiert, harmonisiert, ergänzt und orchestriert. Die Dokumentation dieses Konzertes ist in seinem Video "BRUCKNER unbekannt und unvollendet? Entdecken und rekonstruieren BRUCKNER!" zu sehen. Seine neuen Ergänzungen und Orchestrierungen für Symphonieorchester der nachgelassenen Trios in F-Dur (1889) und in Fis-Dur (1893) für das Scherzo von Bruckners Neunter Symphonie, sind ebenfalls in diesem Video enthalten.

## Werke (Auswahl)
Luna komponierte neben zahlreichen Arrangements Werke unterschiedlicher Besetzung, Stilrichtung und Gattung.
- Die Geburt Väinämöinens op. 18 (nach einer finnischen Legende des Kalevalas), Uraufführung beim Konzert der Österreichischen Gesellschaft für Zeitgenössische Musik (ÖGZM), 2012.[7]
- Grande Messe „SAINT MICHEL“ op. 17, Uraufführung mit der Schola Cantorum Wien und dem Ensemble Wieden in der Peterskirche Wien, 2012[8]
- Pueri hebraeorum op. 20a, Choralvorspiel für Bariton-Solo, Tenor-Solo (ad libitum) und Orgel, Uraufführung Peterskirche Wien, 2017
- Ave Maria op .20b für sechs- bis siebenstimmigen gemischten Chor und große Orgel, Uraufführung Peterskirche Wien, 2017
- Gloria-Fanfare nach dem Gloria-Lied MH 560 von Michael Haydn, Uraufführung Karlskirche Wien, 2018

## Auszeichnung
2005 wurden Luna in Buenos Aires der Titel der „Nobleza Meritocratica“ und die Auszeichnung „Estrella Académica Universal“ für seine Verdienste als kultureller Botschafter Argentiniens verliehen.

## Diskografie
- Bruckner – Messe Nr. 3 f-Moll (Fassung 1883) und Te Deum. Wiener Madrigalchor, Chorvereinigung Schola Cantorum, Symphonieorchester der Wiener Volksoper, István Mátiás (Orgel), Dirigent: Ricardo Luna. Live-Erstausführung der Fassung 1883 der Messe Nr. 3, Ed. Hawkshaw (Wiener Madrigalchor WMCH 024; 2008)

- Bruckner Unknown. Ersteinspielungen von unbekannten Werken Bruckners, von Luna bearbeitet, rekonstruiert und für Kammerensemble orchestriert. Mit Ensemble ViennAyres, Ensemble Wien-Linz, Hard-Chor Linz, Klavier-Duo Gröbner-Trisko, Dirigent: Ricardo Luna (Preiser Records Vienna PR 91250; 2013)
- Ricardo Luna: Grande Messe „Saint Michel“ op. 17. Mit Judith Halász, Nina Plangg, Stephen Chaundy, Johann Leutgeb, Wolfgang Kogert, Schola Cantorum Wien, Ensemble Wieden, Dirigent: Ricardo Luna (Liveaufnahme 2012)
- Ludwig van Beethoven: Triple Concerto, Rondo in B flat major, Choral Fantasy. Mit u. a. Ricardo Luna (Bariton), Luba Orgonasova, Elisabeth von Magnus, Deon van der Walt, Florian Boesch, Pierre-Laurent Aimard, Arnold Schoenberg Chor, Chamber Orchestra of Europe, Dirigent: Nikolaus Harnoncourt (Warner Classics 2564-60602-2; 2004)